# Kafr al-Awamid
Kafr al-Awamid hay Kafr al-Awameed (tiếng Ả Rập: كفر العواميد) là một ngôi làng Syria ở huyện Al-Zabadani của tỉnh Rif Dimashq. Theo Cục Thống kê Trung ương Syria (CBS), Kafr al-Awamid có dân số 1.588 người trong cuộc điều tra dân số năm 2004.